# Lijst van Deense historische motorfietsmerken
Deze lijst vormt een overzicht van Deense historische motorfietsmerken.

## Overzicht
| Merk       | Start productie | Stop productie | Afbeelding |
| ---------- | --------------- | -------------- | ---------- |
| Anglo-Dane | 1912            | 1914           |            |
| BFC        | 1950            |                |            |
| Diesella   | 1954            |                |            |
| Disa       | 1954            |                |            |
| Elleham    | 1904            | 1909           |            |
| Jduna      | circa 1903      | circa 1905     |            |
| Juergensen | 1904            | circa 1912     |            |
| Nimbus     | 1919            | 1957           |            |
| Skylon     | 1953            | 1965           |            |

## Zonder artikel
Hieronder volgt een overzicht van Deense historische motorfietsmerken zonder eigen artikel

### Anglo-Dane
Anglo-Dane is een historisch Deens auto- motorfietsmerk. H.C. Fredricksen Motors, Kopenhagen was een Deense fabrikant die zijn motorfietsen (gebouwd van 1912 tot 1914) vrijwel uitsluitend uit Engelse onderdelen opbouwde. De blokken waren van JAP en Villiers. Het bedrijf bouwde ook vrachtauto's en auto's tussen 1902 en 1917, toen het fuseerde met de eveneens Deense bedrijven Jan en Thrige om het automerk Triangel te vormen.

### Diesella
Diesella was een Deens merk dat in 1954 gemotoriseerde fietsen ging maken. Ze waren voorzien van een 50cc-blokje. Er waren verschillende uitvoeringen, waarbij het blokje soms voor- en soms onder de pedalen was aangebracht. Later kwam het blok onder het zadel te hangen. De aandrijving vond plaats door een rol en de cilinder hing ondersteboven. Latere modellen hadden meer conventionele motorblokjes.

### Disa
Disa is een historisch merk van motorfietsen. Disa stond voor: Dansk Industri Syndacat. Dit merk uit Denemarken bouwde in 1954 lichte motorfietsen onder deze naam.

### Jduna
Jduna is een Deens historisch motorfietsmerk dat van ca. 1903 tot ca. 1905 motorfietsen met Fafnir-motorblokken maakte.

### Juergensen
Juergensen is een historisch motorfietsmerk, geproduceerd door Juergensen Motor Company, Kopenhagen (1904 - 1911 of 1913). Dit was een van de eerste Deense motormerken. Juergensen bouwde Britse Humber-slopers in licentie. Deze Humber-motoren kwamen weer voort uit de P&M-blokken, die Humber op zijn beurt in licentie produceerde.

### Skylon
Skylon is een historisch merk van bromfietsen. Dit was een Deens merk dat van 1953 tot 1965 bromfietsen maakte. Dit waren lichte en praktische modellen.